# Menjagrà de Maximilià
El menjagrà de Maximilià (Sporophila maximiliani) és un ocell de la família dels tràupids (Thraupidae).

## Hàbitat i distribució
Habita matolls i arbusts en zones pantanoses, terres de conreu i selva de les terres baixes de l'est i sud-est del Brasil, est de Veneçuela, Trinitat i Guaiana Francesa.